# Frederique van der Wal
Frederique van der Wal, född 30 augusti 1967 i Haag, Nederländerna, är en nederländsk fotomodell och skådespelerska.